# Inoculación

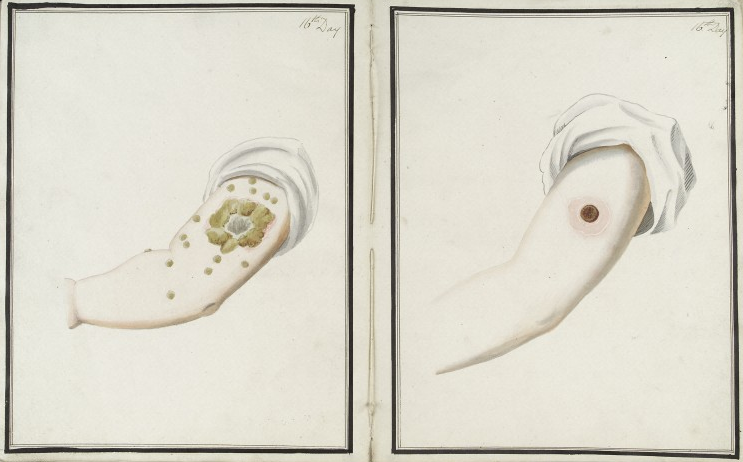
Representación gráfica de la inoculación de la viruela.

En las ciencias de la vida, la inoculación es un término que significa introducir algo que crecerá y se reproducirá, y comúnmente se utiliza con respecto a la introducción de suero sanguíneo, de una vacuna o de una sustancia dentro del cuerpo de un ser humano o de un animal, especialmente para producir inmunidad ante una enfermedad específica. También se puede utilizar para referirse a la comunicación (encomendar) de una enfermedad a un organismo vivo por transferencia del agente causal en el organismo, la implantación de microorganismos o de material infeccioso a un medio de cultivo, por ejemplo en la fabricación de cerveza o en una placa de Petri, o colocar microorganismos o virus en el lugar donde es posible una infección.
El verbo inocular proviene del latín inoculare y significa injertar.
Hoy en día, los términos inoculación, vacunación e inmunización se utilizan aproximadamente como intercambiables. Los microorganismos que se utilizan en la inoculación se llaman inóculos.[cita requerida]